# Xylocampa pediculata
Xylocampa pediculata är en fjärilsart som beskrevs av Turner 1945. Xylocampa pediculata ingår i släktet Xylocampa och familjen nattflyn. Inga underarter finns listade i Catalogue of Life.